# Perenn filosofi
Den perenna filosofin (latin: Philosophia perennis), även kallad perennialism  och perenn visdom, är en religionsfilosofisk strömning, som hävdar att alla stora religiösa traditioner är olika vägar till det Högsta Väsendet. Med anledning av sin esoteriska natur har den metafysiska kunskapen om den perenna filosofin alltid funnits inom de stora religionerna som i ett frötillstånd. Det rör sig alltså inte om en viss religiös eller filosofisk skola, utan om ett visst sätt att uppfatta mänsklighetens vishetstraditioner.

## Begreppets historiska bakgrund
Frasen philosophia perennis finns belagd i västerlandets filosofiska traditioner och går tillbaka till renässansen. Dess idémässiga rötter sträcker sig däremot ännu längre tillbaks till det forna Egypten, Orienten och Grekland genom de kristna kyrkofäderna. Inom kristendomen var den ursprungligen känd under namnet philosophia priscorium ("den okränkbara filosofin") och finns uttryckt hos en rad esoteriker såsom Klemens av Alexandria (ca 150–ca 215) och Angelus Silesius (1624–1677). Augustinus föregrep dessa, när han talade om "den oskapade visdomen, densamma nu som den alltid varit och densamma i all evighet". Som enhetligt begrepp förekommer den perenna filosofin för första gången i titeln till renässanshumanisten Agostino Steucos (1496–1549) skrift De Perenni Philosophia som publicerades 1540. I Steucos mening rymmer den perenna filosofin en ursprunglig gudomlig sanning, som framträtt i fragmentarisk form under historiens lopp. Dess ändamål anges vara att uppväcka och fostra den inre själsliga utveckling, théos som leder till människans gudomliggörande. 
I modern tid har begreppet tagits upp av fransmannen René Guénon (1886–1951), schweizaren Frithjof Schuon (1907–1998) samt deras lärjungar – bland vilka kan nämnas Titus Burckhardt 1908–1984), Aldous Huxley (1894-1963), Martin Lings (1909–2005), Seyyed Hossein Nasr (1933–) och på svensk mark Kurt Almqvist (1912–2001) och Tage Lindbom (1909–2001). Denna grupp tänkare brukar även förknippas med en religionsfilosofisk strömning vid namn den Traditionella skolan.

## Lära
Men vilken är då själva livsnerven i den perenna filosofin? Denna fråga ställer sig Kurt Almqvist i det första kapitlet av sin bok Den glömda dimensionen. Och han svarar: metafysiken. Den perenna filosofin är till sin kärna ren metafysik, eftersom den utgör en kunskap som ligger bortom fysiken. I denna bemärkelse har den inte karaktären av en fortlöpande kritisk diskurs utan företräder ett vertikalt kontemplativt begrundande av rent teoretiska principer. Man talar därför även om perenn visdom, en oförgänglig kunskap om sanningen sådan den är. Det rör sig inte om en profan filosofi i gängse mening, utan om en metafysisk lära om verklighet och sken, om enhet och mångfald, om det absoluta och i dess ljus det relativa. 
Men metafysiken är inte bara nyckeln för att tolka universum eller makrokosmos, utan också det verktyg som möjliggör människans resa från det individuella till det universella, den resa som hennes jordeliv enligt den perenna filosofin traditionellt sett alltid har symboliserat. Den är inte bara doktrin utan också praktik, en operativ kunskap som har möjligheten att omvandla våra inre själsliv. Metafysiken får härigenom en religiös, platonsk innebörd och skiljer sig från den aristoteliska filosofin, som reducerade metafysiken till en gren inom filosofin. Det fysiska betecknar liksom för Platon (427 f.Kr.–347 f.Kr.) all formbestämd verklighet, såväl den kroppsliga som den själsliga.
Som gnosis kan perenn visdom uppnås på ett direkt och personligt sätt, även om den fått sitt mest klara uttryck i de stora religionernas uppenbarelser, symboler, böner och riter. Det gudomliga kan ju i sista hand bara sökas i religionerna, eftersom det är där som denna verklighet uppenbarat sig. Som den amerikanske filosofen Seyyed Hossein Nasr framhåller har perenn visdom universell karaktär i det att den existerar bland skilda folk på avskilda geografiska platser samt rymmer de universella principer, som utgör hjärtat i alla religiösa traditioner.

## Verk om den perenna filosofin
- Kurt Almqvist, Den glömda dimensionen, Stockholm, 1959.
- Kurt Almqvist, Livklädnaden som revs sönder, Stockholm, 1967.
- Kurt Almqvist, Tidlös besinning i besinningslös tid: ur Frithjof Schuons verk, Stockholm, 1973.
- Kurt Almqvist, I tjänst hos det Enda: ur René Guénons verk, Stockholm, 1977.
- Håkan Eilert - "Philosophia perennis - den glömda vägen", ingår i Samtal om religionsteologi (Tro & tanke; 2001:3) Svenska kyrkans forskningsråd, s. 102-115.
- Tage Lindbom, I Frithjof Schuons fotspår, inledning av Ashk Dahlén, Stockholm: Prisma, 2003.